# متلازمة فوستر كينيدي
متلازمة فوستر كينيدي (تعرف أيضاً بمتلازمة غاور-باتون-كينيدي، أو ظاهرة كينيدي، أو متلازمة كينيدي) تشير إلى مجموعة من الأمراض المرتبطة بأورام الفص الجبهي.
وعلى الرغم من تساوي متلازمة فوستر كينيدي مع متلازمة كينيدي، فإنه لا ينبغي الخلط بينهما وبين مرض كينيدي والذي تمت تسميته نسبة إلى وليام كينيدي.
ويتم تعريف متلازمة فوستر كينيدي الكاذبة على أنها ضمور في العصب البصري من جانب واحد مع خلل في العصب البصري للعين الأخرى ولكن مع عدم وجود كتلة ورم.

## مظهر المرض
يتم التعرف على المتلازمة عند حدوث التغيرات التالية:
- ضمور العصب البصري في العين المناظرة للعصب البصري المتضرر.
- تجمع السائل في القرص البصري للعين المقابلة للعصب البصري المتضرر.
- عتمة مركزية (فقدان الرؤية في منتصف المجال البصري) في العين المناظرة.
- فقدان الشم من الناحية المناظرة.

تحدث هذه المتلازمة بسبب الضغط على العصب البصري، والضغط على العصب المسئول عن حاسة الشم، وزيادة الضغط داخل الجمجمة كتأثير ثانوي لوجود كتلة ورم (مثل الورم السحائي أو الورم البلازمي)  وهناك أعراض أخرى موجودة في بعض الحالات مثل القئ، والغثيان، وفقدان الذاكرة، واضطراب المشاعر (خلل في وظائف الفص الجبهي).

## تاريخ المرض
كان روبرت فوستر كينيدي هو أول من لاحظ المتلازمة في عام 1911م، حيث أنه طبيب أعصاب بريطاني قضى معظم حياته المهنية في العمل في الولايات المتحدة الأمريكية، ومع ذلك فإن أول ذكر للمتلازمة كان من قِبَل وليام غاور في عام 1893م، ووصف شولتز زيدن أعراض المرض مرة أخرى في عام 1905م، وتمت كتابة وصف آخر لاحقاً من قِبَل فيلهلم أوثوف في عام 1915م.

## العلاج ومستقبل المرض
يتوقف العلاج والتكهن بمستقبل المرض على حجم الورم الأساسي، حيث تختلف حدة المرض من حالة لأخرى نتيجة لاختلاف الورم.